# Swetla
Swetla (bułg. Светля) – wieś w Bułgarii, w obwodzie Pernik, w gminie Kowaczewci. Według danych szacunkowych Ujednoliconego Systemu Ewidencji Ludności oraz Usług Administracyjnych dla Ludności, 15 czerwca 2020 roku miejscowość liczyła 153 mieszkańców.